# Alaksandr Szauko
Alaksandr Alaksandrawicz Szauko (biał. Аляксандр Аляксандравіч Шаўко, ros. Александр Александрович Шевко, Aleksandr Aleksandrowicz Szewko; ur. 15 czerwca 1950 w Biesiedkach w rejonie petrykowskim) – białoruski inżynier i polityk, w latach 2004–2012 deputowany do Izby Reprezentantów Zgromadzenia Narodowego Republiki Białorusi III i IV kadencji.

## Życiorys
Urodził się 15 czerwca 1950 roku we wsi Biesiedki, w rejonie petrykowskim obwodu homelskiego Białoruskiej SRR, ZSRR. Ukończył Mohylewski Instytut Budowy Maszyn, uzyskując wykształcenie inżyniera mechanika. Pracował jako pomocnik majstra, majster, technolog, zastępca kierownika działu, kierownik działu, główny technolog, zastępca głównego inżyniera, zastępca dyrektora ds. produkcji, główny inżynier, dyrektor generalny Homelskiego Zakładu Budowy Obrabiarek im. S. Kirowa.
W 2004 roku został deputowanym do Izby Reprezentantów Zgromadzenia Narodowego Republiki Białorusi III kadencji z Homelskiego-Centralnego Okręgu Wyborczego Nr 35. Pełnił w niej funkcję zastępcy przewodniczącego Stałej Komisji ds. Przemysłu, Sektora Paliwowo-Energetycznego, Transportu, Łączności i Przedsiębiorczości. 27 października 2008 roku został deputowanym do Izby Reprezentantów IV kadencji z Homelskiego-Centralnego Okręgu Wyborczego Nr 33. Pełnił w niej funkcję zastępcy przewodniczącego Stałej Komisji ds. Polityki Pieniężno-Kredytowej i Działalności Bankowej. Od 13 listopada 2008 roku był członkiem Narodowej Grupy Republiki Białorusi w Unii Międzyparlamentarnej.

## Odznaczenia
- Tytuł „Zasłużony Pracownik Przemysłu Republiki Białorusi”;
- Gramota Pochwalna Zgromadzenia Narodowego Republiki Białorusi[1].

## Życie prywatne
Alaksandr Szauko jest żonaty, ma syna i córkę.